# Lubomír Tesáček
Lubomír Tesáček (ur. 9 lutego 1957 w Sławkowie, zm. 29 czerwca 2011 w Pradze) – czeski lekkoatleta reprezentujący Czechosłowację, długodystansowiec, halowy mistrz Europy z 1984.
Największym sukcesem Tesáčka było zdobycie złotego medalu w biegu na 3000 metrów podczas halowych mistrzostw Europy w 1984 w Göteborgu. Startował wielokrotnie w halowych mistrzostwach Europy na tym dystansie, osiągając następujące rezultaty: HME 1981 (Grenoble) – 7. miejsce; HME 1983 (Budapeszt) – 4. miejsce; HME 1986 (Madryt) – 8. miejsce; HME 1987 (Liévin) – 9. miejsce.
Wystąpił na zawodach "Przyjaźń-84" w Moskwie rozgrywanych dla zawodników państw, które zbojkotowały igrzyska olimpijskie w 1984 w Los Angeles. Zajął tam 7. miejsce w biegu na 5000 metrów. Na mistrzostwach Europy w 1986 w Stuttgarcie odpadł w eliminacjach biegu na 5000 metrów, a w biegu na 10 000 metrów zajął 16. miejsce.
Tesáček był mistrzem Czechosłowacji w biegu na 5000 m w 1980, 1983 i 1986, a także halowym mistrzem Czechosłowacji w biegu na 1500 m w 1983 i 1984 oraz w biegu na 3000 m w 1979, 1981, 1984, 1986 i 1987. 
Jest aktualnym halowym rekordzistą Czech w biegach na 3000 m (7:46,8 28 stycznia 1981 w Pradze) i na 5000 m (13:39,0 22 lutego 1984 w Pradze).
Rekordy życiowe:
- bieg na 1500 metrów – 3:42,3
- bieg na 5000 metrów – 13:25,62
- bieg na 10 000 metrów – 28:09,4
- półmaraton – 1:02:58
- maraton – 2:13:48,8

Lubomír Tesáček zmarł tragicznie 29 czerwca 2011 w Pradze wpadając pod tramwaj koło stacji metra Hradčanská. Wszedł na tory na czerwonym świetle, rozmawiał przez telefon komórkowy i nie usłyszał tramwaju.